# Banhòl
Banhòl (piemontès Bagneul, italià Bagnolo Piemonte) és un municipi italià, situat a la regió del Piemont. L'any 2007 tenia 5.836 habitants. Està situat a la Planura padana, dins de les Valls Occitanes. Limita amb els municipis de Barge, Bibiana (Torí), Cavour (Torí), Lusèrna Sant Joan (Torí), Rorà (Torí), lo Vilar de Pèlis (Torí) 

## Administració
| Període | Identitat        | Partit        |
| ------- | ---------------- | ------------- |
| 2004-   | Flavio Manavella | Llista cívica |